# Anaïs Nin
Anaïs Nin (ur. 21 lutego 1903 w Neuilly-sur-Seine koło Paryża, zm. 14 stycznia 1977 w Los Angeles) – amerykańska pisarka pochodzenia duńsko-francuskiego po matce (Rosa Culmell y Vaurigaud) i kubańsko-katalońskiego po ojcu (Joaquín Nin y Castellanos). 

## Życiorys
W 1914 roku wyjechała z matką i braćmi do Stanów Zjednoczonych, skąd wróciła do Francji w 1924. W latach 20. i 30. obracała się wśród artystycznej bohemy Paryża. Głośny był jej związek z Henrym Millerem i jego żoną, June. Jej debiut literacki przypada na lata trzydzieste XX w. Po tym okresie Nin powróciła do Nowego Jorku. Przez pewien czas zajmowała się psychoanalizą (była asystentką Ottona Ranka).
Najbardziej znana ze swojego Dziennika, który obejmuje ponad 60 lat. Pisała również powieści, opowiadania i literaturę erotyczną. Wiele jej prac, w tym Delta Wenus i Małe ptaszki, zostało opublikowanych pośmiertnie.

## Twórczość
- House of Incest (1936)
- Ladders to Fire – 1946
- Children of the Albatross – 1947
- The Four Chambered Heart (1950)
- Szpieg w domu miłości (A Spy in the House of Love) 1954
- Cities of the Interior – 1959
- Seduction of the Minotaur – 1961
- Collages – 1964
- The Diary of Anaïs Nin – 1966 (wyd. polskie: Dziennik, tłum. Barbara Cendrowska, Wyd. Prószyński i S-ka 2012
- The Novel of the Future – (1969)
- Delta Wenus (Delta of Venus) – 1977
- Małe ptaszki (Little Birds) – 1979
- Model – 1995
- Stella – 1996